# Lettere claudiane

Le tre lettere introdotte dall'imperatore Claudio.

Le lettere claudiane furono tre nuove lettere che l'imperatore Claudio (41–54 d.C.) tentò di introdurre nell'alfabeto latino alla fine della propria censura (47-48 d.C.). Probabilmente l'imperatore volle emulare la riforma ortografica dell'antenato Appio Claudio Cieco. A differenza della riforma di quest'ultimo, tuttavia, quella imperiale verrà abbandonata subito dopo la morte del suo autore.

## Le lettere

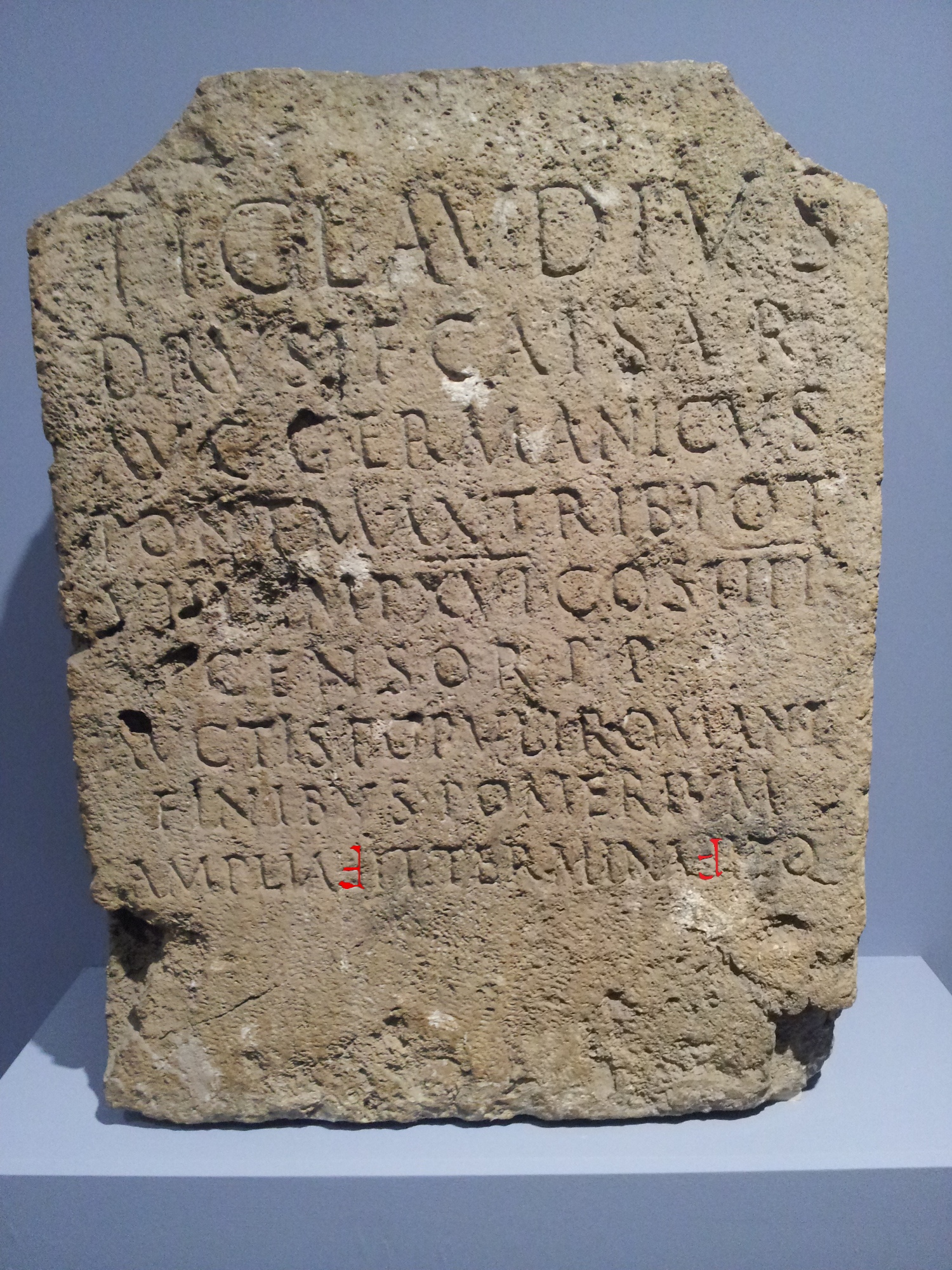
Cippo del pomerium da Claudio. Ultima linea (ampliavit terminavitque) scritta con la lettera claudiana digamma inversum

- Un segno Ⅎ (digamma inversum), usato per trascrivere il suono consonantico /w/, da sempre indistinto dalla vocale /u/ nell'alfabeto latino, entrambe scritte V (più tardi u nelle scritture minuscole onciali). L'uso verrà recuperato in epoca medievale, per trascrivere il suono presente nelle lingue germaniche, dove sarà però indicato con w.
- Un segno Ⱶ (littera h dimidia), corrispondente alla metà sinistra della lettera H, usato per trascrivere il cosiddetto sonus medius, cioè un suono intermedio tra I e V/U, come nella parola optimus/optumus.
- il segno Ɔ o ↃϹ (antisigma), per sostituire i suoni BS e PS (per esempio in parole come urbs o ipse), di cui non si conoscono attestazioni.[5] Il grafema è frutto infatti di una ricostruzione degli studiosi, con opinioni discordanti.

## Unicode
Le lettere sono disponibili a partire dalla versione 5.0.0 di Unicode. In particolare:
| Descrizione                                              | Lettera | Unicode       | HTML              | Script |
| -------------------------------------------------------- | ------- | ------------- | ----------------- | ------ |
| F MAIUSCOLA INVERSA F MINUSCOLA INVERSA                  | Ⅎ ⅎ     | U+2132 U+214E | &#8498; &#8526;   | Latino |
| NUMERALE ROMANO (CENTO) GIRATO C MINUSCOLA LATINA GIRATA | Ↄ ↄ     | U+2183 U+2184 | &#8579; &#8580;   | Latino |
| H CAPITALE MAIUSCOLA DIMEZZATA H MINUSCOLA DIMEZZATA     | Ⱶ ⱶ     | U+2C75 U+2C76 | &#11381; &#11382; | Latino |